# عقاري ناناواو
عقاري ناناواو (باليابانية: ナナヲアカリ، بالروماجي: Nanawo Akari) ولد في 12 نوفمبر 1995 في أوساكا اليابان هي مغنية يابانية 

## ديسكغرفي

### موسيقى مفردة
- 22 أغسطس 2018 -One room Sugar life/Nantoka naruku nai ? / Ai no uta Nante
- 5 فبراير 2020 - (Turing love (Feat. Sou[2]

### الألبوم
- 2018 - Flying best Shiranai no? Chimata de uwasa no dame tenshi

### ميني الألبوم
- 29 أبريل 2017 - Dadada Tenshi
- 4 يوليو 2017 - Shiawase ni naritai
- 14 فبراير 2018 - Iroiro iukedo "Iine" Ga hoshii
- 10 أبريل 2019 - Shiawase syndrome
- 2 أكتوبر 2019 - DAMELEON
- 8 أبريل 2020 - Manga mitaina koibito ga hoshii

## مرجع
1. ↑  "注目の舞台『Fate/Grand Order　THE STAGE –神聖円卓領域キャメロット-』新情報発表！" (باليابانية). PR Times Inc. 19 May 2017. Archived from the original on 2019-10-30. Retrieved 2018-11-18.
2. ↑  "ナナヲアカリ×Souのデュエットソング「チューリングラブ」がアニメ「リケ恋」EDに決定". 音楽ナタリー. 27 نوفمبر 2019. مؤرشف من الأصل في 2019-12-20. اطلع عليه بتاريخ 2019-11-29.

## وصلات خارجية
- عقاري ناناواو على موقع ميوزك برينز (الإنجليزية)